# Mistrzostwa Świata w Kolarstwie Szosowym 2020 – wyścig ze startu wspólnego kobiet
Mistrzostwa Świata w Kolarstwie Szosowym 2020 – wyścig ze startu wspólnego kobiet – konkurencja wyścigu ze startu wspólnego elity kobiet w ramach Mistrzostw Świata w Kolarstwie Szosowym 2020, rozegrana 26 września 2020 na liczącej 143 kilometry trasie wokół Imoli.

## Uczestnicy

### Reprezentacje
| Reprezentacje (41)- Holandia - Włochy - Niemcy - Australia - Stany Zjednoczone - Dania - Wielka Brytania - Polska - Hiszpania - Belgia - Francja - Nowa Zelandia - Kuba - Słowenia - Kanada - Ukraina - Południowa Afryka - Rosja - Norwegia - Szwecja - Luksemburg - Białoruś - Litwa - Szwajcaria - Węgry - Słowacja - Czechy - Islandia - Estonia - Kolumbia - Trynidad i Tobago - Izrael - Meksyk - Uzbekistan - Japonia - Chile - Łotwa - Argentyna - Etiopia - Maroko - Austria |
| |

### Lista startowa
| Holandia NED | Holandia NED                | Holandia NED |
| ------------ | --------------------------- | ------------ |
| Nr           | Kolarka                     | Miejsce      |
| 1            | Annemiek van Vleuten        | 2.           |
| 2            | Floortje Mackaij            | 92.          |
| 3            | Amy Pieters                 | 34.          |
| 4            | Chantal van den Broek-Blaak | 12.          |
| 5            | Anna van der Breggen        | 1.           |
| 6            | Ellen van Dijk              | 19.          |
| 7            | Demi Vollering              | 35.          |
| 8            | Marianne Vos                | 4.           |

| Włochy ITA | Włochy ITA           | Włochy ITA |
| ---------- | -------------------- | ---------- |
| Nr         | Kolarka              | Miejsce    |
| 9          | Marta Cavalli        | 33.        |
| 10         | Elena Cecchini       | DNF        |
| 11         | Tatiana Guderzo      | 45.        |
| 12         | Elisa Longo Borghini | 3.         |
| 13         | Erica Magnaldi       | 65.        |
| 14         | Soraya Paladin       | 67.        |
| 15         | Katia Ragusa         | 31.        |

| Niemcy GER | Niemcy GER     | Niemcy GER |
| ---------- | -------------- | ---------- |
| Nr         | Kolarka        | Miejsce    |
| 16         | Lisa Brennauer | 9.         |
| 17         | Kathrin Hammes | 101.       |
| 18         | Romy Kasper    | DNF        |
| 19         | Franziska Koch | 75.        |
| 20         | Mieke Kröger   | 99.        |
| 21         | Liane Lippert  | 5.         |
| 22         | Trixi Worrack  | DNF        |

| Australia AUS | Australia AUS    | Australia AUS |
| ------------- | ---------------- | ------------- |
| Nr            | Kolarka          | Miejsce       |
| 23            | Grace Brown      | 91.           |
| 24            | Brodie Chapman   | 32.           |
| 25            | Shara Marche     | DNF           |
| 26            | Lucy Kennedy     | 28.           |
| 27            | Rachel Neylan    | 51.           |
| 28            | Sarah Roy        | 68.           |
| 29            | Tiffany Cromwell | DNF           |

| Stany Zjednoczone USA | Stany Zjednoczone USA   | Stany Zjednoczone USA |
| --------------------- | ----------------------- | --------------------- |
| Nr                    | Kolarka                 | Miejsce               |
| 30                    | Kristabel Doebel-Hickok | 29.                   |
| 32                    | Amber Neben             | 69.                   |
| 33                    | Coryn Rivera            | 37.                   |
| 34                    | Lauren Stephens         | 11.                   |
| 35                    | Tayler Wiles            | 26.                   |
| 36                    | Ruth Winder             | DNF                   |

| Dania DEN | Dania DEN             | Dania DEN |
| --------- | --------------------- | --------- |
| Nr        | Kolarka               | Miejsce   |
| 37        | Birgitte Krogsgaard   | DNF       |
| 38        | Amalie Dideriksen     | 90.       |
| 39        | Emma Norsgaard        | 61.       |
| 40        | Julie Leth            | 93.       |
| 41        | Cecilie Uttrup Ludwig | 8.        |
| 42        | Pernille Mathiesen    | DNF       |

| Wielka Brytania GBR | Wielka Brytania GBR | Wielka Brytania GBR |
| ------------------- | ------------------- | ------------------- |
| Nr                  | Kolarka             | Miejsce             |
| 43                  | Elizabeth Banks     | 63.                 |
| 44                  | Alice Barnes        | DNF                 |
| 45                  | Hannah Barnes       | 36.                 |
| 46                  | Lizzie Deignan      | 6.                  |
| 47                  | Anna Henderson      | 60.                 |
| 48                  | Anna Shackley       | 25.                 |

| Polska POL | Polska POL           | Polska POL |
| ---------- | -------------------- | ---------- |
| Nr         | Kolarka              | Miejsce    |
| 49         | Małgorzata Jasińska  | 80.        |
| 50         | Karolina Kumięga     | 85.        |
| 51         | Marta Lach           | 48.        |
| 52         | Katarzyna Niewiadoma | 7.         |
| 53         | Anna Lafourte        | DNF        |
| 54         | Katarzyna Wilkos     | DNF        |

| Hiszpania ESP | Hiszpania ESP             | Hiszpania ESP |
| ------------- | ------------------------- | ------------- |
| Nr            | Kolarka                   | Miejsce       |
| 55            | Sandra Alonso             | 98.           |
| 56            | Margarita Victoria García | 18.           |
| 57            | Alicia González           | 97.           |
| 58            | Sara Martín Martín        | 79.           |
| 59            | Gloria Rodríguez          | DNF           |
| 60            | Ane Santesteban           | 23.           |

| Belgia BEL | Belgia BEL         | Belgia BEL |
| ---------- | ------------------ | ---------- |
| Nr         | Kolarka            | Miejsce    |
| 61         | Valerie Demey      | 50.        |
| 62         | Mieke Docx         | 102.       |
| 63         | Lone Meertens      | 94.        |
| 64         | Ann-Sophie Duyck   | DNF        |
| 65         | Fien Van Eynde     | 100.       |
| 66         | Jesse Vandenbulcke | 53.        |

| Francja FRA | Francja FRA         | Francja FRA |
| ----------- | ------------------- | ----------- |
| Nr          | Kolarka             | Miejsce     |
| 67          | Audrey Cordon-Ragot | 13.         |
| 68          | Victorie Guilman    | 72.         |
| 69          | Juliette Labous     | 41.         |
| 70          | Sandra Levenez      | 27.         |
| 71          | Évita Muzic         | 20.         |

| Nowa Zelandia NZL | Nowa Zelandia NZL  | Nowa Zelandia NZL |
| ----------------- | ------------------ | ----------------- |
| Nr                | Kolarka            | Miejsce           |
| 72                | Niamh Fisher-Black | 15.               |
| 73                | Mikayla Harvey     | 22.               |
| 74                | Georgia Williams   | 46.               |

| Kuba CUB | Kuba CUB       | Kuba CUB |
| -------- | -------------- | -------- |
| Nr       | Kolarka        | Miejsce  |
| 75       | Arlenis Sierra | 39.      |

| Słowenia SLO | Słowenia SLO  | Słowenia SLO |
| ------------ | ------------- | ------------ |
| Nr           | Kolarka       | Miejsce      |
| 76           | Urška Bravec  | DNF          |
| 77           | Eugenia Bujak | 14.          |
| 78           | Špela Kern    | 38.          |
| 79           | Urša Pintar   | 17.          |
| 80           | Urška Žigart  | 105.         |

| Kanada CAN | Kanada CAN           | Kanada CAN |
| ---------- | -------------------- | ---------- |
| Nr         | Kolarka              | Miejsce    |
| 81         | Marie-Soleil Blais   | DNF        |
| 82         | Karol-Ann Canuel     | 66.        |
| 83         | Alison Jackson       | 30.        |
| 84         | Leah Kirchmann       | 59.        |
| 85         | Sara Poidevin        | 42.        |
| 86         | Magdeleine Vallieres | DNF        |

| Ukraina UKR | Ukraina UKR        | Ukraina UKR |
| ----------- | ------------------ | ----------- |
| Nr          | Kolarka            | Miejsce     |
| 87          | Julija Biriukowa   | 78.         |
| 88          | Wałeryja Kononenko | DNF         |
| 89          | Jewhenija Wysoćka  | 57.         |

| Południowa Afryka RSA | Południowa Afryka RSA  | Południowa Afryka RSA |
| --------------------- | ---------------------- | --------------------- |
| Nr                    | Kolarka                | Miejsce               |
| 90                    | Kerry Jonker           | DNF                   |
| 91                    | Ashleigh Moolman-Pasio | 56.                   |

| Rosja RUS | Rosja RUS         | Rosja RUS |
| --------- | ----------------- | --------- |
| Nr        | Kolarka           | Miejsce   |
| 92        | Ajgul Gariejewa   | 43.       |
| 93        | Diana Klimowa     | 77.       |
| 94        | Marija Nowołodska | 49.       |

| Norwegia NOR | Norwegia NOR          | Norwegia NOR |
| ------------ | --------------------- | ------------ |
| Nr           | Kolarka               | Miejsce      |
| 95           | Katrine Aalerud       | 24.          |
| 96           | Susanne Andersen      | 70.          |
| 97           | Stine Borgli          | 71.          |
| 98           | Martine Gjøs          | DNF          |
| 99           | Ingrid Lorvik         | 89.          |
| 100          | Mie Bjørndal Ottestad | DNF          |

| Szwecja SWE | Szwecja SWE     | Szwecja SWE |
| ----------- | --------------- | ----------- |
| Nr          | Kolarka         | Miejsce     |
| 101         | Julia Borgström | 104.        |
| 102         | Hanna Nilsson   | 52.         |
| 103         | Lisa Nordén     | DNF         |

| Luksemburg LUX | Luksemburg LUX    | Luksemburg LUX |
| -------------- | ----------------- | -------------- |
| Nr             | Kolarka           | Miejsce        |
| 104            | Nina Berton       | DNF            |
| 105            | Claire Faber      | DNF            |
| 106            | Christine Majerus | 62.            |

| Białoruś BLR | Białoruś BLR        | Białoruś BLR |
| ------------ | ------------------- | ------------ |
| Nr           | Kolarka             | Miejsce      |
| 107          | Alena Amialusik     | DNF          |
| 108          | Anastasija Kolesowa | 84.          |

| Litwa LTU | Litwa LTU         | Litwa LTU |
| --------- | ----------------- | --------- |
| Nr        | Kolarka           | Miejsce   |
| 109       | Olivija Baleisyte | 103.      |
| 110       | Akvilė Gedraitytė | DNF       |
| 111       | Rasa Leleivytė    | 16.       |

| Austria AUT | Austria AUT        | Austria AUT |
| ----------- | ------------------ | ----------- |
| Nr          | Kolarka            | Miejsce     |
| 112         | Anna Kiesenhofer   | 44.         |
| 113         | Sarah Rijkes       | 86.         |
| 114         | Angelika Tazreiter | DNF         |

| Szwajcaria SUI | Szwajcaria SUI | Szwajcaria SUI |
| -------------- | -------------- | -------------- |
| Nr             | Kolarka        | Miejsce        |
| 115            | Elise Chabbey  | 58.            |
| 116            | Melanie Maurer | 73.            |
| 117            | Marlen Reusser | 10.            |
| 118            | Noemi Rüegg    | 87.            |

| Węgry HUN | Węgry HUN       | Węgry HUN |
| --------- | --------------- | --------- |
| Nr        | Kolarka         | Miejsce   |
| 119       | Blanka Kata Vas | 54.       |

| Słowacja SVK | Słowacja SVK     | Słowacja SVK |
| ------------ | ---------------- | ------------ |
| Nr           | Kolarka          | Miejsce      |
| 120          | Tereza Medveďová | 95.          |

| Czechy CZE | Czechy CZE        | Czechy CZE |
| ---------- | ----------------- | ---------- |
| Nr         | Kolarka           | Miejsce    |
| 121        | Jarmila Machačová | 76.        |
| 122        | Tereza Neumanová  | 74.        |
| 123        | Nikola Nosková    | 64.        |

| Islandia ISL | Islandia ISL               | Islandia ISL |
| ------------ | -------------------------- | ------------ |
| Nr           | Kolarka                    | Miejsce      |
| 124          | Agusta Edda Bjornsdóttir   | DNF          |
| 125          | Bríet Kristý Gunnarsdóttir | DNF          |
| 126          | Hafdís Sigurðardóttir      | DNF          |

| Estonia EST | Estonia EST | Estonia EST |
| ----------- | ----------- | ----------- |
| Nr          | Kolarka     | Miejsce     |
| 127         | Mae Lang    | DNF         |

| Kolumbia COL | Kolumbia COL      | Kolumbia COL |
| ------------ | ----------------- | ------------ |
| Nr           | Kolarka           | Miejsce      |
| 128          | Daniela Atehortua | DNF          |
| 129          | Paula Patiño      | 55.          |
| 130          | Carolina Upegui   | 83.          |

| Trynidad i Tobago TTO | Trynidad i Tobago TTO | Trynidad i Tobago TTO |
| --------------------- | --------------------- | --------------------- |
| Nr                    | Kolarka               | Miejsce               |
| 131                   | Teniel Campbell       | 47.                   |

| Izrael ISR | Izrael ISR   | Izrael ISR |
| ---------- | ------------ | ---------- |
| Nr         | Kolarka      | Miejsce    |
| 133        | Omer Shapira | 40.        |

| Meksyk MEX | Meksyk MEX        | Meksyk MEX |
| ---------- | ----------------- | ---------- |
| Nr         | Kolarka           | Miejsce    |
| 134        | Maria Gaxiola     | DNF        |
| 135        | Ariadna Gutiérrez | 81.        |
| 136        | Andrea Ramírez    | DNF        |
| 137        | Brenda Santoyo    | DNF        |

| Uzbekistan UZB | Uzbekistan UZB   | Uzbekistan UZB |
| -------------- | ---------------- | -------------- |
| Nr             | Kolarka          | Miejsce        |
| 138            | Olga Zabielinska | DNS            |

| Japonia JPN | Japonia JPN  | Japonia JPN |
| ----------- | ------------ | ----------- |
| Nr          | Kolarka      | Miejsce     |
| 139         | Eri Yonamine | 21.         |

| Chile CHI | Chile CHI     | Chile CHI |
| --------- | ------------- | --------- |
| Nr        | Kolarka       | Miejsce   |
| 140       | Catalina Soto | 96.       |

| Łotwa LAT | Łotwa LAT    | Łotwa LAT |
| --------- | ------------ | --------- |
| Nr        | Kolarka      | Miejsce   |
| 141       | Lija Laizāne | 82.       |

| Argentyna ARG | Argentyna ARG   | Argentyna ARG |
| ------------- | --------------- | ------------- |
| Nr            | Kolarka         | Miejsce       |
| 142           | Fernanda Yapura | DNF           |

| Etiopia ETH | Etiopia ETH         | Etiopia ETH |
| ----------- | ------------------- | ----------- |
| Nr          | Kolarka             | Miejsce     |
| 143         | Eyeru Tesfoam Gebru | 88.         |

| Maroko MAR | Maroko MAR             | Maroko MAR |
| ---------- | ---------------------- | ---------- |
| Nr         | Kolarka                | Miejsce    |
| 144        | Fatima Zahra El Hayani | DNF        |
| 145        | Siham Es Sad           | DNF        |

| Holandia NED | Holandia NED                | Holandia NED |
| ------------ | --------------------------- | ------------ |
| Nr           | Kolarka                     | Miejsce      |
| 1            | Annemiek van Vleuten        | 2.           |
| 2            | Floortje Mackaij            | 92.          |
| 3            | Amy Pieters                 | 34.          |
| 4            | Chantal van den Broek-Blaak | 12.          |
| 5            | Anna van der Breggen        | 1.           |
| 6            | Ellen van Dijk              | 19.          |
| 7            | Demi Vollering              | 35.          |
| 8            | Marianne Vos                | 4.           |

| Włochy ITA | Włochy ITA           | Włochy ITA |
| ---------- | -------------------- | ---------- |
| Nr         | Kolarka              | Miejsce    |
| 9          | Marta Cavalli        | 33.        |
| 10         | Elena Cecchini       | DNF        |
| 11         | Tatiana Guderzo      | 45.        |
| 12         | Elisa Longo Borghini | 3.         |
| 13         | Erica Magnaldi       | 65.        |
| 14         | Soraya Paladin       | 67.        |
| 15         | Katia Ragusa         | 31.        |

| Niemcy GER | Niemcy GER     | Niemcy GER |
| ---------- | -------------- | ---------- |
| Nr         | Kolarka        | Miejsce    |
| 16         | Lisa Brennauer | 9.         |
| 17         | Kathrin Hammes | 101.       |
| 18         | Romy Kasper    | DNF        |
| 19         | Franziska Koch | 75.        |
| 20         | Mieke Kröger   | 99.        |
| 21         | Liane Lippert  | 5.         |
| 22         | Trixi Worrack  | DNF        |

| Australia AUS | Australia AUS    | Australia AUS |
| ------------- | ---------------- | ------------- |
| Nr            | Kolarka          | Miejsce       |
| 23            | Grace Brown      | 91.           |
| 24            | Brodie Chapman   | 32.           |
| 25            | Shara Marche     | DNF           |
| 26            | Lucy Kennedy     | 28.           |
| 27            | Rachel Neylan    | 51.           |
| 28            | Sarah Roy        | 68.           |
| 29            | Tiffany Cromwell | DNF           |

| Stany Zjednoczone USA | Stany Zjednoczone USA   | Stany Zjednoczone USA |
| --------------------- | ----------------------- | --------------------- |
| Nr                    | Kolarka                 | Miejsce               |
| 30                    | Kristabel Doebel-Hickok | 29.                   |
| 32                    | Amber Neben             | 69.                   |
| 33                    | Coryn Rivera            | 37.                   |
| 34                    | Lauren Stephens         | 11.                   |
| 35                    | Tayler Wiles            | 26.                   |
| 36                    | Ruth Winder             | DNF                   |

| Dania DEN | Dania DEN             | Dania DEN |
| --------- | --------------------- | --------- |
| Nr        | Kolarka               | Miejsce   |
| 37        | Birgitte Krogsgaard   | DNF       |
| 38        | Amalie Dideriksen     | 90.       |
| 39        | Emma Norsgaard        | 61.       |
| 40        | Julie Leth            | 93.       |
| 41        | Cecilie Uttrup Ludwig | 8.        |
| 42        | Pernille Mathiesen    | DNF       |

| Wielka Brytania GBR | Wielka Brytania GBR | Wielka Brytania GBR |
| ------------------- | ------------------- | ------------------- |
| Nr                  | Kolarka             | Miejsce             |
| 43                  | Elizabeth Banks     | 63.                 |
| 44                  | Alice Barnes        | DNF                 |
| 45                  | Hannah Barnes       | 36.                 |
| 46                  | Lizzie Deignan      | 6.                  |
| 47                  | Anna Henderson      | 60.                 |
| 48                  | Anna Shackley       | 25.                 |

| Polska POL | Polska POL           | Polska POL |
| ---------- | -------------------- | ---------- |
| Nr         | Kolarka              | Miejsce    |
| 49         | Małgorzata Jasińska  | 80.        |
| 50         | Karolina Kumięga     | 85.        |
| 51         | Marta Lach           | 48.        |
| 52         | Katarzyna Niewiadoma | 7.         |
| 53         | Anna Lafourte        | DNF        |
| 54         | Katarzyna Wilkos     | DNF        |

| Hiszpania ESP | Hiszpania ESP             | Hiszpania ESP |
| ------------- | ------------------------- | ------------- |
| Nr            | Kolarka                   | Miejsce       |
| 55            | Sandra Alonso             | 98.           |
| 56            | Margarita Victoria García | 18.           |
| 57            | Alicia González           | 97.           |
| 58            | Sara Martín Martín        | 79.           |
| 59            | Gloria Rodríguez          | DNF           |
| 60            | Ane Santesteban           | 23.           |

| Belgia BEL | Belgia BEL         | Belgia BEL |
| ---------- | ------------------ | ---------- |
| Nr         | Kolarka            | Miejsce    |
| 61         | Valerie Demey      | 50.        |
| 62         | Mieke Docx         | 102.       |
| 63         | Lone Meertens      | 94.        |
| 64         | Ann-Sophie Duyck   | DNF        |
| 65         | Fien Van Eynde     | 100.       |
| 66         | Jesse Vandenbulcke | 53.        |

| Francja FRA | Francja FRA         | Francja FRA |
| ----------- | ------------------- | ----------- |
| Nr          | Kolarka             | Miejsce     |
| 67          | Audrey Cordon-Ragot | 13.         |
| 68          | Victorie Guilman    | 72.         |
| 69          | Juliette Labous     | 41.         |
| 70          | Sandra Levenez      | 27.         |
| 71          | Évita Muzic         | 20.         |

| Nowa Zelandia NZL | Nowa Zelandia NZL  | Nowa Zelandia NZL |
| ----------------- | ------------------ | ----------------- |
| Nr                | Kolarka            | Miejsce           |
| 72                | Niamh Fisher-Black | 15.               |
| 73                | Mikayla Harvey     | 22.               |
| 74                | Georgia Williams   | 46.               |

| Kuba CUB | Kuba CUB       | Kuba CUB |
| -------- | -------------- | -------- |
| Nr       | Kolarka        | Miejsce  |
| 75       | Arlenis Sierra | 39.      |

| Słowenia SLO | Słowenia SLO  | Słowenia SLO |
| ------------ | ------------- | ------------ |
| Nr           | Kolarka       | Miejsce      |
| 76           | Urška Bravec  | DNF          |
| 77           | Eugenia Bujak | 14.          |
| 78           | Špela Kern    | 38.          |
| 79           | Urša Pintar   | 17.          |
| 80           | Urška Žigart  | 105.         |

| Kanada CAN | Kanada CAN           | Kanada CAN |
| ---------- | -------------------- | ---------- |
| Nr         | Kolarka              | Miejsce    |
| 81         | Marie-Soleil Blais   | DNF        |
| 82         | Karol-Ann Canuel     | 66.        |
| 83         | Alison Jackson       | 30.        |
| 84         | Leah Kirchmann       | 59.        |
| 85         | Sara Poidevin        | 42.        |
| 86         | Magdeleine Vallieres | DNF        |

| Ukraina UKR | Ukraina UKR        | Ukraina UKR |
| ----------- | ------------------ | ----------- |
| Nr          | Kolarka            | Miejsce     |
| 87          | Julija Biriukowa   | 78.         |
| 88          | Wałeryja Kononenko | DNF         |
| 89          | Jewhenija Wysoćka  | 57.         |

| Południowa Afryka RSA | Południowa Afryka RSA  | Południowa Afryka RSA |
| --------------------- | ---------------------- | --------------------- |
| Nr                    | Kolarka                | Miejsce               |
| 90                    | Kerry Jonker           | DNF                   |
| 91                    | Ashleigh Moolman-Pasio | 56.                   |

| Rosja RUS | Rosja RUS         | Rosja RUS |
| --------- | ----------------- | --------- |
| Nr        | Kolarka           | Miejsce   |
| 92        | Ajgul Gariejewa   | 43.       |
| 93        | Diana Klimowa     | 77.       |
| 94        | Marija Nowołodska | 49.       |

| Norwegia NOR | Norwegia NOR          | Norwegia NOR |
| ------------ | --------------------- | ------------ |
| Nr           | Kolarka               | Miejsce      |
| 95           | Katrine Aalerud       | 24.          |
| 96           | Susanne Andersen      | 70.          |
| 97           | Stine Borgli          | 71.          |
| 98           | Martine Gjøs          | DNF          |
| 99           | Ingrid Lorvik         | 89.          |
| 100          | Mie Bjørndal Ottestad | DNF          |

| Szwecja SWE | Szwecja SWE     | Szwecja SWE |
| ----------- | --------------- | ----------- |
| Nr          | Kolarka         | Miejsce     |
| 101         | Julia Borgström | 104.        |
| 102         | Hanna Nilsson   | 52.         |
| 103         | Lisa Nordén     | DNF         |

| Luksemburg LUX | Luksemburg LUX    | Luksemburg LUX |
| -------------- | ----------------- | -------------- |
| Nr             | Kolarka           | Miejsce        |
| 104            | Nina Berton       | DNF            |
| 105            | Claire Faber      | DNF            |
| 106            | Christine Majerus | 62.            |

| Białoruś BLR | Białoruś BLR        | Białoruś BLR |
| ------------ | ------------------- | ------------ |
| Nr           | Kolarka             | Miejsce      |
| 107          | Alena Amialusik     | DNF          |
| 108          | Anastasija Kolesowa | 84.          |

| Litwa LTU | Litwa LTU         | Litwa LTU |
| --------- | ----------------- | --------- |
| Nr        | Kolarka           | Miejsce   |
| 109       | Olivija Baleisyte | 103.      |
| 110       | Akvilė Gedraitytė | DNF       |
| 111       | Rasa Leleivytė    | 16.       |

| Austria AUT | Austria AUT        | Austria AUT |
| ----------- | ------------------ | ----------- |
| Nr          | Kolarka            | Miejsce     |
| 112         | Anna Kiesenhofer   | 44.         |
| 113         | Sarah Rijkes       | 86.         |
| 114         | Angelika Tazreiter | DNF         |

| Szwajcaria SUI | Szwajcaria SUI | Szwajcaria SUI |
| -------------- | -------------- | -------------- |
| Nr             | Kolarka        | Miejsce        |
| 115            | Elise Chabbey  | 58.            |
| 116            | Melanie Maurer | 73.            |
| 117            | Marlen Reusser | 10.            |
| 118            | Noemi Rüegg    | 87.            |

| Węgry HUN | Węgry HUN       | Węgry HUN |
| --------- | --------------- | --------- |
| Nr        | Kolarka         | Miejsce   |
| 119       | Blanka Kata Vas | 54.       |

| Słowacja SVK | Słowacja SVK     | Słowacja SVK |
| ------------ | ---------------- | ------------ |
| Nr           | Kolarka          | Miejsce      |
| 120          | Tereza Medveďová | 95.          |

| Czechy CZE | Czechy CZE        | Czechy CZE |
| ---------- | ----------------- | ---------- |
| Nr         | Kolarka           | Miejsce    |
| 121        | Jarmila Machačová | 76.        |
| 122        | Tereza Neumanová  | 74.        |
| 123        | Nikola Nosková    | 64.        |

| Islandia ISL | Islandia ISL               | Islandia ISL |
| ------------ | -------------------------- | ------------ |
| Nr           | Kolarka                    | Miejsce      |
| 124          | Agusta Edda Bjornsdóttir   | DNF          |
| 125          | Bríet Kristý Gunnarsdóttir | DNF          |
| 126          | Hafdís Sigurðardóttir      | DNF          |

| Estonia EST | Estonia EST | Estonia EST |
| ----------- | ----------- | ----------- |
| Nr          | Kolarka     | Miejsce     |
| 127         | Mae Lang    | DNF         |

| Kolumbia COL | Kolumbia COL      | Kolumbia COL |
| ------------ | ----------------- | ------------ |
| Nr           | Kolarka           | Miejsce      |
| 128          | Daniela Atehortua | DNF          |
| 129          | Paula Patiño      | 55.          |
| 130          | Carolina Upegui   | 83.          |

| Trynidad i Tobago TTO | Trynidad i Tobago TTO | Trynidad i Tobago TTO |
| --------------------- | --------------------- | --------------------- |
| Nr                    | Kolarka               | Miejsce               |
| 131                   | Teniel Campbell       | 47.                   |

| Izrael ISR | Izrael ISR   | Izrael ISR |
| ---------- | ------------ | ---------- |
| Nr         | Kolarka      | Miejsce    |
| 133        | Omer Shapira | 40.        |

| Meksyk MEX | Meksyk MEX        | Meksyk MEX |
| ---------- | ----------------- | ---------- |
| Nr         | Kolarka           | Miejsce    |
| 134        | Maria Gaxiola     | DNF        |
| 135        | Ariadna Gutiérrez | 81.        |
| 136        | Andrea Ramírez    | DNF        |
| 137        | Brenda Santoyo    | DNF        |

| Uzbekistan UZB | Uzbekistan UZB   | Uzbekistan UZB |
| -------------- | ---------------- | -------------- |
| Nr             | Kolarka          | Miejsce        |
| 138            | Olga Zabielinska | DNS            |

| Japonia JPN | Japonia JPN  | Japonia JPN |
| ----------- | ------------ | ----------- |
| Nr          | Kolarka      | Miejsce     |
| 139         | Eri Yonamine | 21.         |

| Chile CHI | Chile CHI     | Chile CHI |
| --------- | ------------- | --------- |
| Nr        | Kolarka       | Miejsce   |
| 140       | Catalina Soto | 96.       |

| Łotwa LAT | Łotwa LAT    | Łotwa LAT |
| --------- | ------------ | --------- |
| Nr        | Kolarka      | Miejsce   |
| 141       | Lija Laizāne | 82.       |

| Argentyna ARG | Argentyna ARG   | Argentyna ARG |
| ------------- | --------------- | ------------- |
| Nr            | Kolarka         | Miejsce       |
| 142           | Fernanda Yapura | DNF           |

| Etiopia ETH | Etiopia ETH         | Etiopia ETH |
| ----------- | ------------------- | ----------- |
| Nr          | Kolarka             | Miejsce     |
| 143         | Eyeru Tesfoam Gebru | 88.         |

| Maroko MAR | Maroko MAR             | Maroko MAR |
| ---------- | ---------------------- | ---------- |
| Nr         | Kolarka                | Miejsce    |
| 144        | Fatima Zahra El Hayani | DNF        |
| 145        | Siham Es Sad           | DNF        |

## Klasyfikacja generalna
| \| Klasyfikacja generalna \| Klasyfikacja generalna \| Klasyfikacja generalna \| Klasyfikacja generalna \| Klasyfikacja generalna \| \| Kolarka \| Kolarka \| Państwo \| Drużyna \| Czas \| \| ---------------------- \| --------------------------- \| ---------------------- \| ---------------------- \| ---------------------- \| \| 1. \| Anna van der Breggen \| Holandia \| Holandia \| 4h 09' 57" \| \| 2. \| Annemiek van Vleuten \| Holandia \| Holandia \| + 1' 20" \| \| 3. \| Elisa Longo Borghini \| Włochy \| Włochy \| + 1' 20" \| \| 4. \| Marianne Vos \| Holandia \| Holandia \| + 2' 01" \| \| 5. \| Liane Lippert \| Niemcy \| Niemcy \| + 2' 01" \| \| 6. \| Lizzie Deignan \| Wielka Brytania \| Wielka Brytania \| + 2' 01" \| \| 7. \| Katarzyna Niewiadoma \| Polska \| Polska \| + 2' 01" \| \| 8. \| Cecilie Uttrup Ludwig \| Dania \| Dania \| + 2' 41" \| \| 9. \| Lisa Brennauer \| Niemcy \| Niemcy \| + 3' 08" \| \| 10. \| Marlen Reusser \| Szwajcaria \| Szwajcaria \| + 3' 08" \| \| 11. \| Lauren Stephens \| Stany Zjednoczone \| Stany Zjednoczone \| + 3' 08" \| \| 12. \| Chantal van den Broek-Blaak \| Holandia \| Holandia \| + 3' 08" \| \| 13. \| Audrey Cordon-Ragot \| Francja \| Francja \| + 3' 08" \| \| 14. \| Eugenia Bujak \| Słowenia \| Słowenia \| + 3' 08" \| \| 15. \| Niamh Fisher-Black \| Nowa Zelandia \| Nowa Zelandia \| + 3' 08" \| \| 16. \| Rasa Leleivytė \| Litwa \| Litwa \| + 3' 08" \| \| 17. \| Urša Pintar \| Słowenia \| Słowenia \| + 3' 08" \| \| 18. \| Margarita Victoria García \| Hiszpania \| Hiszpania \| + 3' 08" \| \| 19. \| Ellen van Dijk \| Holandia \| Holandia \| + 3' 08" \| \| 20. \| Évita Muzic \| Francja \| Francja \| + 3' 08" \| |                             |                   |                   |            |
| |                             |                   |                   |            |
| Źródło: ProCyclingStats |                             |                   |                   |            |
| Klasyfikacja generalna |                             |                   |                   |            |
| Kolarka | Kolarka                     | Państwo           | Drużyna           | Czas       |
| 1. | Anna van der Breggen        | Holandia          | Holandia          | 4h 09' 57" |
| 2. | Annemiek van Vleuten        | Holandia          | Holandia          | + 1' 20"   |
| 3. | Elisa Longo Borghini        | Włochy            | Włochy            | + 1' 20"   |
| 4. | Marianne Vos                | Holandia          | Holandia          | + 2' 01"   |
| 5. | Liane Lippert               | Niemcy            | Niemcy            | + 2' 01"   |
| 6. | Lizzie Deignan              | Wielka Brytania   | Wielka Brytania   | + 2' 01"   |
| 7. | Katarzyna Niewiadoma        | Polska            | Polska            | + 2' 01"   |
| 8. | Cecilie Uttrup Ludwig       | Dania             | Dania             | + 2' 41"   |
| 9. | Lisa Brennauer              | Niemcy            | Niemcy            | + 3' 08"   |
| 10. | Marlen Reusser              | Szwajcaria        | Szwajcaria        | + 3' 08"   |
| 11. | Lauren Stephens             | Stany Zjednoczone | Stany Zjednoczone | + 3' 08"   |
| 12. | Chantal van den Broek-Blaak | Holandia          | Holandia          | + 3' 08"   |
| 13. | Audrey Cordon-Ragot         | Francja           | Francja           | + 3' 08"   |
| 14. | Eugenia Bujak               | Słowenia          | Słowenia          | + 3' 08"   |
| 15. | Niamh Fisher-Black          | Nowa Zelandia     | Nowa Zelandia     | + 3' 08"   |
| 16. | Rasa Leleivytė              | Litwa             | Litwa             | + 3' 08"   |
| 17. | Urša Pintar                 | Słowenia          | Słowenia          | + 3' 08"   |
| 18. | Margarita Victoria García   | Hiszpania         | Hiszpania         | + 3' 08"   |
| 19. | Ellen van Dijk              | Holandia          | Holandia          | + 3' 08"   |
| 20. | Évita Muzic                 | Francja           | Francja           | + 3' 08"   |